# Jean-Rabel
Jean-Rabel (em crioulo, Jan Rabèl), é uma comuna do Haiti, situada no departamento do Noroeste e no arrondissement de Môle Saint-NicolasDe acordo com o censo de 2003, sua população total é de 125.747 habitantes.